# Фуша
Фу̀ша (на гръцки: Φούσια, Фусия, или Φούσα, Фуса, на арумънски: Fusa; на албански: Fushëz/Fushëza) е бивше село в Егейска Македония, Гърция, разположено на територията на дем Нестрам (Несторио), област Западна Македония.

## География
Фу̀ша е разположено в северното подножие на планината Грамос, на левия бряг на река Бистрица (Белица), левия ѝ приток Стара река (Фушина река), на 5 km западно от Яновени. По Стара река и през Фушенския проход (гранична пирамида № 68) в миналото е имало път за Николица. На север Фуша граничи с Николица, на юг с Въртеник и Загар, на североизток със Слимница и Пилкати и на запад с Бутка и Козели. Според албански източници Фуша е имала две махали Хасанова (Hasanllare) и Хадърлар (Hadërlare).

## История
В началото на XVIII век Фу̀ша е влашко село в Костурска каза на Османската империя. Унищожено е по времето на Али паша Янински и в него се заселват албанци мюсюлмани. По време на Илинденско-Преображенското въстание през септември 1903 година във Фу̀ша влиза голямата чета на Васил Чекаларов и дава сражение на башибозука и го изгаря.
През Балканската война на 11 ноември 1912 година гръцката армия влиза в Костур, а турската се оттегля към Корча. В Тухол пристига чета от 50 души, начело с Димитрис Кордистас, която има за цел да опожари мюсюлманските села Чаир, Загар и Фу̀ша и успява да опожари Чаир. В Загар обаче пристига Сали Бутка с двамата си синове и четата си от 200 души, настъпва към Чаир и след това към Тухол и частично го запалват. На 2 декември гръцката армия разбива османците при Смърдеш и 5-та дивизия напредва към Шак. Капитаните Никола Белов и Сульос се опитват в Яновени да окажат съпротива на Бутка, но жителите на Яновени, Слимница и Пилкати бягат в Калевища и Нестрам. Албанците на Сали Бутка и жители на Видово влизат в Яновени на 3 и 4 декември и го разграбват. След това жителите на албанските села Загар и Фу̀ша бягат в Ерсека, а гръцката армия влиза във Фу̀ша.
След Балканските войни или след Първата световна война мюсюлманските му жители се изселват и селото запустява.
Според албански източници фамилиите в селото са Алеви (Aliu), Аршинови (Arshini), Фейзиеви (Fejziu), Гегови (Gega), Камберови (Kamberi), Мукови (Muke), Нуреви (Nure), Кязомови (Qazimi), Телхаеви (Telhai), Джипеви (Xhipe), а от старите изчезнали фамилии се помнят Гинварфетови Gjinvarfët) и Скъндопиротови (Skëndopirrot).
| Албански топоними от Фуша преди изселването в 1923 година | Албански топоними от Фуша преди изселването в 1923 година | Албански топоними от Фуша преди изселването в 1923 година                                           |
| Име                                                       | Име                                                       | Обяснение                                                                                           |
| --------------------------------------------------------- | --------------------------------------------------------- | --------------------------------------------------------------------------------------------------- |
| Ahu                                                       |                                                           | плато, покрито с букове на ЮЗ                                                                       |
| Ahu i Slimicës                                            | Слимнишки букове                                          | букова гора на И                                                                                    |
| Ara e Gjatë                                               |                                                           | ниви в полето на С                                                                                  |
| Ara e Gjonit                                              |                                                           | ниви на ЮЗ                                                                                          |
| Ara e Nures                                               |                                                           | ниви на Ю                                                                                           |
| Ara e Shemes                                              |                                                           | ниви на Ю                                                                                           |
| Ara e Xhipes                                              |                                                           | ниви на З                                                                                           |
| Arat e Përtejlumit                                        |                                                           | ниви на И отвъд реката                                                                              |
| Balta                                                     | Блато                                                     | хълмисто място в центъра на селото, където са се събирали старейшините, наблизо събирала вода и кал |
| Barugë/a                                                  |                                                           | полета и гори с бор и хвойна на ЮЗ                                                                  |
| Baruga e Poshtëme                                         |                                                           | равнина с борики на Ю                                                                               |
| Baruga e Sipërme                                          |                                                           | равнина и хребети с борики на ЮЗ                                                                    |
| Bredhi                                                    |                                                           | хълм на З, покрит с ели                                                                             |
| Bregu i Dëllinjës                                         |                                                           | бряг с хвойнови дървета на ЮЗ                                                                       |
| Bregu i Klishës                                           |                                                           | бряг на Ю, където могат да се видят руини на стара църква                                           |
| Burim i Kaçkës                                            |                                                           | извор в яма, пасище на З                                                                            |
| Burim i Osmanit                                           |                                                           | извор на З                                                                                          |
| Dardh/a e Mitros                                          |                                                           | голяма стара круша на Ю                                                                             |
| Gërmadhë/a e Xhipes                                       |                                                           | руини на стара къща в селото, на Ю                                                                  |
| Gremina e Përroit Thellë                                  |                                                           | пропаст на Ю                                                                                        |
| Grop/a e Kaçkës                                           |                                                           | яма с борики, нива и пасище на З                                                                    |
| Gropë/a e Rrobullit                                       |                                                           | яма на З                                                                                            |
| Gropë/a e Shkëmbit                                        |                                                           | яма под скалата на ЮЗ                                                                               |
| Kalidhe/ja e Ahmetit                                      | Ахмедово пасище                                           | пасище, на което колиба имал овчарят Ахмет                                                          |
| Kalidhet e Koskës                                         |                                                           | яма на З                                                                                            |
| Kalidhja e Thodhorit                                      |                                                           | ниви и пасище на З                                                                                  |
| Kazan/i                                                   | Казан                                                     | малко поле на З до днешната албанска граница                                                        |
| Kondizmë/a                                                |                                                           | на Ю                                                                                                |
| Kroi i Saburit                                            |                                                           | чешма на З                                                                                          |
| Kroi i Zagarit                                            | Загарска чешма                                            | чешма и поле на ЮИ                                                                                  |
| Lëm i Nures                                               |                                                           | поле, покрито с каменни плочи на Ю                                                                  |
| Luadh i Salikos                                           |                                                           | поляна, където има извор на И                                                                       |
| Lum i Fushëzës                                            | Фушина река                                               | река на СЗ                                                                                          |
| Moçale                                                    | Мочале                                                    | блатиста местност и пасище на С                                                                     |
| Mulliri i Fushëzës                                        | Фушина мелница                                            | селската мелница, на И                                                                              |
| Përtej Lumit                                              |                                                           | местност на И отвъд реката Бистрица                                                                 |
| Përroi i Greminës                                         | Гремински порой                                           | дълбок порой с пропаст на Ю                                                                         |
| Përroi i Kazanit                                          | Казански порой                                            | порой на З                                                                                          |
| Përroi i Sharrës                                          |                                                           | порой на С                                                                                          |
| Përroi i Thellë                                           |                                                           | порой на Ю                                                                                          |
| Pllaja e Fushës                                           | Фушино плато                                              | плато на Ю                                                                                          |
| Pllaj/a e Lisave                                          |                                                           | плато, покрито с дъбове на И                                                                        |
| Pllaj/a e Muzgës                                          | Музга                                                     | плато, пасище на З                                                                                  |
| Pllaj/a e Shkëmbit                                        |                                                           | плато с голяма скала на СИ                                                                          |
| Pllaj/a e Viçave                                          |                                                           | плато на Ю, където пасели телетата                                                                  |
| Qafa e Borigës                                            |                                                           | проход на Ю с борики                                                                                |
| Qafa e Kazanit                                            | Казан                                                     | проход на З                                                                                         |
| Qafa e Nikolicës                                          | Николишки проход                                          | проход на СЗ                                                                                        |
| Qafa e Plepit                                             |                                                           | гора с тополи и борики на С                                                                         |
| Qafa e Slimicës                                           | Слимнишки проход                                          | проход с гора и пасище на И                                                                         |
| Rrobujt (ед. ч.: Rrobull/i)                               |                                                           | плато, пасище на З                                                                                  |
| Shesh i Gjatë                                             |                                                           | пасище в полето на СЗ                                                                               |
| Shesh i Gjollave                                          |                                                           | плато на С, покрито с плочи, за да се хвърля сол за добитъка                                        |
| Shkalla e Slimicës                                        | Слимнишки път                                             | планински път на И, който пресича Фушина река                                                       |
| Shpell/a e Shkëmbit                                       |                                                           | пещера в скала на ЮЗ                                                                                |
| Shur/i                                                    |                                                           | на Ю                                                                                                |
| Shurigë/a                                                 |                                                           | хълм с борове на Ю                                                                                  |
| Ura e Barugës                                             |                                                           | дървен мост на река в планината на ЮЗ                                                               |
| Varret                                                    | Гробища                                                   | стари селски гробища на И                                                                           |
| Varr i Lumit                                              |                                                           | гробища край река на И                                                                              |
| Xhamia                                                    | Джамия                                                    | селската джамия край реката                                                                         |

По време на Гражданската война в 1946 година в селото е издигната военната църква „Свети Атанасий“, реконструирана в 1997 г.